# Mbwana Samatta
Mbwana Samatta (Dar es Salaam, 23 de dezembro de 1992) é um futebolista tanzaniano que atua como centroavante. Atualmente joga pelo Le Havre e pela Seleção Tanzaniana.
Samatta iniciou sua carreira como jogador juvenil do clube tanzaniano African Lyon em 2008. Tornou-se profissional em 2010 no Simba Sports Club, onde jogou apenas metade da temporada antes de se mudar para o TP Mazembe, passando um total de cinco anos com eles, inicialmente se tornando um regular de primeira equipe.

## Carreira
Samatta foi uma figura importante no Tout Puissant Mazembe, vencendo a Liga dos Campeões da CAF de 2015 ao marcar sete gols na competição e sendo classificado como o melhor marcador da competição.
Em janeiro de 2016, tornou-se o primeiro jogador da África Oriental a ser coroado como o melhor jogador africano atuando na África. Durante o evento de gala de premiação da CAF, que fora realizado em 7 de janeiro de 2016, Mbwana obteve 127 pontos à frente do goleiro Robert Muteba. Em terceiro lugar, ficou o jogador Baghdad Bounedjah. Em janeiro de 2020 se transferiu para a Premier League, indo jogar no gigante adormecido Aston Villa.

### Genk
Pouco depois de ganhar o título de melhor jogador africano nas ligas africanas, assinou um contrato de quatro anos e meio com o time KRC Genk. Ele estreou em 6 de fevereiro de 2016 no jogo vencido contra o Royal Mouscron-Péruwelz, substituindo Nikos Karelis aos 73 minutos. Já o seu primeiro gol pela equipe saiu no dia 28 de fevereiro de 2016 na partida contra o Club Brugge.
No dia 23 de agosto de 2018 pela Europa League, fez um hat-trick contra Brøndby IF em uma vitória de 5–2.

### Aston Villa
No dia 20 de janeiro de 2020, Mbwana assinou um contrato de quatro anos e meio com o clube da Premier League, tornando-se o primeiro tanzaniano a jogar na liga inglesa. A taxa de transferência paga ao Genk foi relatada em 10 milhões de libras.

## Títulos
Mazembe
- Linafoot: 2011, 2012, 2013, 2013–2014;
- Supertaça do Congo: 2013, 2014;
- Liga dos Campeões da CAF de 2015.

Genk
- Jupiler Pro League: 2018–2019;
- Supercopa da Bélgica: 2019.[7]

### Individual
- Jogador Africano do Ano em 2016 pela CAF
- Artilheiro da Liga dos Campeões da CAF de 2015
- Artilheiro da Copa das Confederações da CAF de 2013

## Nota
- Este artigo foi inicialmente traduzido, total ou parcialmente, do artigo da Wikipédia em inglês cujo título é «Mbwana Samatta».